# Vereinigte Volksbank Dillingen Dudweiler Sulzbach/Saar
Die Vereinigte Volksbank eG Dillingen • Dudweiler • Sulzbach/Saar (auch Vereinigte Volksbank eG meine VVB) war eine in Deutschland eingetragene Genossenschaftsbank mit Sitz in Sulzbach/Saar. 

## Profil
Die Vereinigte Volksbank eG Dillingen • Dudweiler • Sulzbach/Saar (VVB) war die zweitgrößte Genossenschaftsbank im Saarland. Getragen wurde die VVB von rund 39.000 Mitgliedern.
Die VVB hatte Kunden im ganzen Saarland mit dem Schwerpunkt Regionalverband Saarbrücken sowie im angrenzenden Rheinland-Pfalz und in Frankreich. Zum Leistungsumfang der VVB gehörten alle klassischen Bankgeschäfte sowie sämtliche Finanzdienstleistungen, die in Zusammenarbeit mit den Partnern im genossenschaftlichen Finanzverbund erbracht wurden.
Zu den Tätigkeitsschwerpunkten der VVB gehörte neben dem Privatkunden- und Firmenkundengeschäft die Zusammenarbeit mit kirchlichen und caritativen Einrichtungen wie Krankenhäusern und Altenheimen. Die VVB war zudem die erste Bank im Saarland, die sowohl für ihr Baufinanzierungsgeschäft als auch für ihre Immobilienvermittlung die TÜV-Zertifizierung erhalten hatte.
Als regional verwurzelte Genossenschaftsbank unterstützte die VVB Vereine, Verbände und Organisationen, die sportlich, kulturell oder gemeinnützig tätig waren.

## Geschichte
Die genossenschaftliche Tätigkeit in Dudweiler – dem früheren Sitz der Bank – geht bis auf das Jahr 1904 zurück. Damals wurde die erste Raiffeisenkreditgenossenschaft gegründet, die den Namen Volksbank trug.  
Am 5. Mai 1927 gründeten 23 Dudweiler Bürger eine weitere Genossenschaftsbank, die „Genossenschaftsbank für Handel und Gewerbe eGmbH“ Dudweiler Saar, die im Juli 1940 in „Gewerbebank Dudweiler eGmbH“ umbenannt wurde. 
Wegen der Konkurrenzsituation, die durch die Existenz zweier Banken in dem vergleichsweise kleinen Dudweiler entstanden war, wurde 1949 auf Empfehlung der zuständigen Prüfungsverbände die Verschmelzung der beiden Kreditinstitute beschlossen. Auf freiwilliger Basis und im Interesse einer leistungsfähigen Volksbank gab auch die Saar-Genossenschaftsbank ihre Filiale in Dudweiler auf und übertrug die Aktiva und Passiva auf das neue Kreditinstitut. 
Die aus der Fusion hervorgegangene Bank, die eine Bilanzsumme von FFRS 92.307.937 verzeichnete, führte ab dem 1. Juli 1949 den Namen „Volksbank Dudweiler eGmbH“. Mit dieser Zusammenlegung der Kreditgenossenschaften in Dudweiler wurde der Grundstein für eine leistungsfähige Volksbank gelegt. 
Durch zahlreiche Filialgründungen und Verschmelzungen mit anderen Genossenschaftsbanken wuchs die Volksbank Dudweiler eG bis zum Ende des 20. Jahrhunderts auf 20 Geschäftsstellen und eine Bilanzsumme von über 820 Mio. DM an. Es folgten Fusionen mit der Volksbank Quierschied eG im Jahr 2001 und der Volksbank Sulzbachtal eG im Jahr 2005. 2009 beschloss die Mitgliederversammlung der Bank die Umfirmierung in „Vereinigte Volksbank eG im Regionalverband Saarbrücken“, kurz VVB. Nach der Fusion mit der Volksbank Dillingen im Jahre 2013 hieß die Bank „Vereinigte Volksbank eG Dillingen • Dudweiler • Sulzbach/Saar“. 
Im Jahre 2018 wurde die Bank auf die Volksbank Westliche Saar plus eG, jetzt: Vereinigte Volksbank Saarlouis - Sulzbach/Saar eG, verschmolzen. 